# نيكولا تسانف
نيكولا تسانف (بالبلغارية: Никола Димитров Цанев)‏ هو مدرب كرة قدم ولاعب كرة قدم بلغاري في مركز الهجوم، ولد في 11 ديسمبر 1939 في صوفيا في بلغاريا، وتوفي بنفس المكان في 6 أكتوبر 2004. شارك مع منتخب بلغاريا لكرة القدم. أما مع النوادي، فقد لعب مع سسكا صوفيا وليفسكي صوفيا.

## وصلات خارجية
- نيكولا تسانف على موقع الاتحاد الأوربي (الإنجليزية)
- نيكولا تسانف على موقع أوليمبيديا (الإنجليزية)